# Marie-Josée Croze

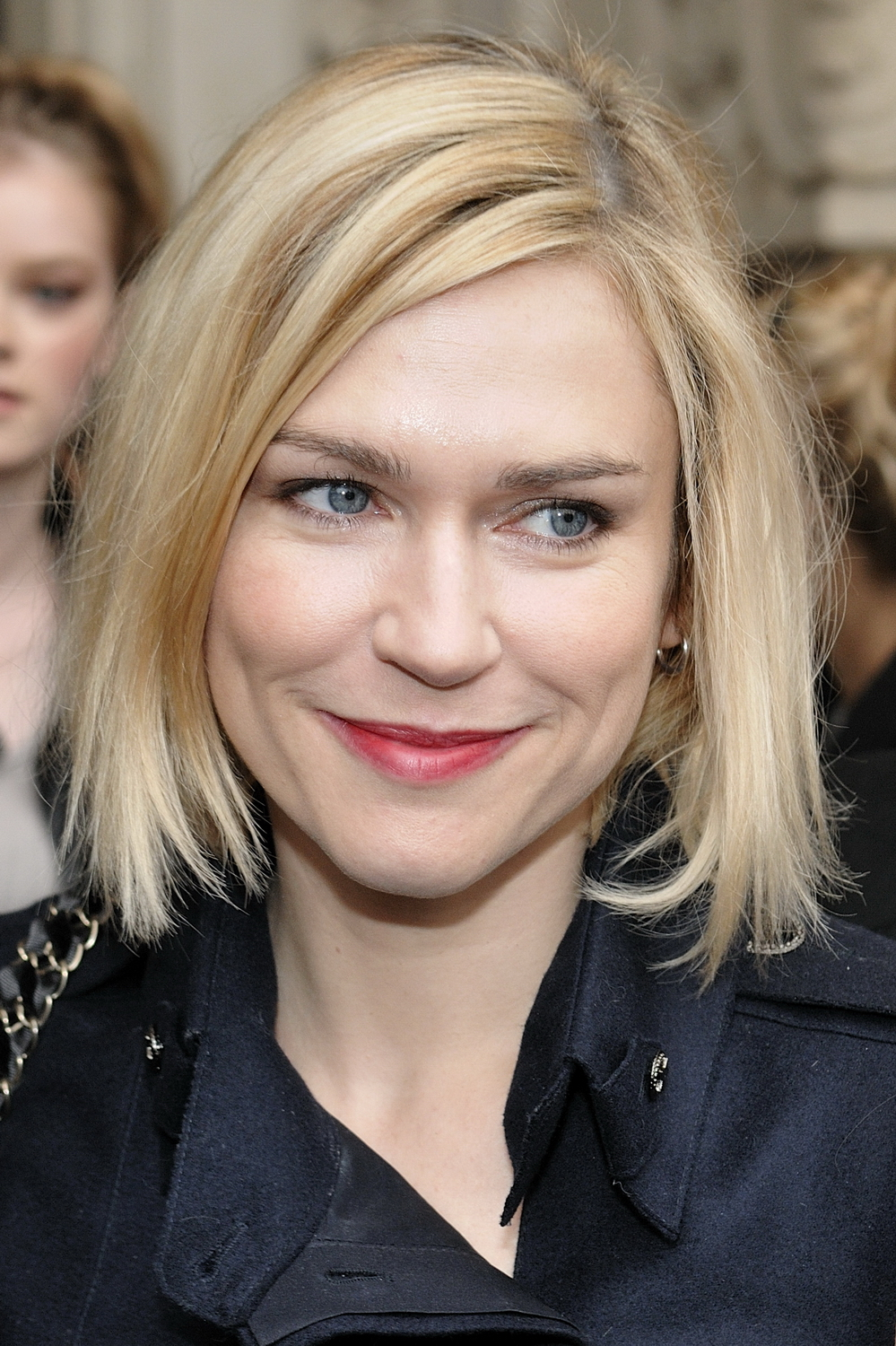
Marie-Josée Croze (2009)

Marie-Josée Croze [maʁi ʒoze kʁoz] (* 23. Februar 1970 in Montreal, Québec) ist eine kanadische Schauspielerin.

## Biografie

### Kindheit und Ausbildung
Marie-Josée Croze wurde 1970 in Montréal geboren. Ihre Mutter litt unter starken Depressionen und Selbstmordgedanken, so dass Croze im Alter von drei Jahren zur Adoption freigegeben wurde. Sie wuchs in ihrem neuen Zuhause in einem Vorort Montréals mit vier weiteren Kindern auf. Während ihr Adoptivvater Alkoholiker war, bezeichnete sie ihre Adoptivmutter als eine der wichtigsten Bezugspersonen in ihrem Leben: „Meine Mutter adoptierte mich, als ich drei Jahre alt war. Ich glaube nicht, dass ich ohne sie hier wäre. Meine Mutter ist eine Heilige.“ Ablenkung von der schwierigen Familiensituation fand sie in der Schauspielerei. Im Alter von 16 Jahren schloss sie sich der Punk-Bewegung an; über diese Zeit sagte sie später: „An einem Punkt, an dem du keine Gerechtigkeit fühlst, wenn du ein Opfer bist, beginnst du darüber nachzudenken, dass du schlecht schauspielst. Du wirst jemand wirklich Düsteres. Da war eine Menge Zorn und Aggressivität in mir. Mit 16 war ich ein Punk. Deswegen glaubte ich für eine lange, lange Zeit nicht an Gott.“
Nach ihrem Schulabschluss studierte sie Plastische Kunst am College Cégep du Vieux-Montréal.

### Beginn der Schauspielkarriere
Sie begann ihre Schauspielkarriere mit Nebenrollen im kanadischen Fernsehen. Ihr TV-Debüt feierte sie mit der französischsprachigen Serie Chambres en ville, die von 1989 bis 1996 vom frankokanadischen Sender TVA ausgestrahlt wurde. Zwei Jahre später folgte Richard Martins TV-Film Le Choix sowie eine weitere Nebenrolle in Victor-Lévy Beaulieus Krimiserie Montréal P.Q.
Ihr Kinodebüt gab die 170 cm große Aktrice 1992 in Gilles Carles Komödie La Postière, in der sie in einer kleinen Rolle ein Bordellmädchen spielte. 1993 folgte George Mihalkas Film La Florida, in dem sie an der Seite von Rémy Girard auftrat. Die Komödie über eine Québecer Familie, die von Kanada ins sonnige Florida zieht und ein Hotel erwirbt, war 1993 für neun Genie Awards, den nationalen Filmpreis Kanadas, nominiert. Im selben Jahr agierte Croze an der Seite von Natasha Richardson und Timothy Hutton in dem TV-Film Zelda, mit dem sie ihren Einstand in einer englischsprachigen Produktion gab.
In den folgenden Jahren spielte sie sowohl in französisch- als auch in englischsprachigen Produktionen. Nach einer Nebenrolle in der kanadischen Fernsehserie Le Masque über einen Eishockeyspieler mit familiären Problemen und dem Thriller Captive – Tage der Angst hatte Croze 1998 einen Auftritt an der Seite von Julie Depardieu in Thomas Britas 31-minütigem Kurzfilm HLA identique.
Kritiker wurden auf sie aufmerksam, als sie in Alex Chapples kanadischem TV-Film Murder Most Likely (1999) mitwirkte. Der Krimi, der auf dem teils autobiografischen Werk The Judas Kiss: The Undercover Life of Patrick Kelly von Michael Harris basiert, handelt von dem RCMP-Undercover-Agenten Patrick Kelly (gespielt von Paul Gross), der 1981 verdächtigt wurde, den mysteriösen Tod seiner ersten Frau herbeigeführt zu haben. Um den Behörden auszuweichen, heiratete er Marie Cartier und führte seinen extravaganten Lebensstil fort. 1984 wurde Kelly angeklagt, seine erste Frau vom Balkon der gemeinsamen Luxuswohnung gestoßen zu haben, und landete durch eine falsche Zeugenaussage hinter Gittern. Für ihre Rolle als zweite Ehefrau des Mordverdächtigen wurde Croze im Jahr 2000 als beste Nebendarstellerin für den Gemini Award nominiert, der als Äquivalent zum Prix Gimeaux bis zum Jahr 2012 die besten englischsprachigen TV-Produktionen Kanadas auszeichnete.

### Durchbruch mitMaelström
Im Jahr 2000 agierte sie in der Rolle der 'Mara' in Roger Christians Science-Fiction-Film Battlefield Earth – Kampf um die Erde. Der 73 Mio. US-Dollar teure Film, der auf der gleichnamigen Roman-Trilogie des Science-Fiction-Autors und Scientology-Gründers L. Ron Hubbard basiert, fiel jedoch bei Kritik und Kinopublikum durch und gilt als einer der finanziell ruinösesten Filme aller Zeiten. Mit John Travolta und Forest Whitaker in den Hauptrollen spielte der Film in den USA mit 21 Mio. US-Dollar nicht einmal ein Drittel der Produktionskosten ein. Er wurde als schlechteste Produktion des Kinojahres mit sieben Goldenen Himbeeren „gewürdigt“.
Nach diesem Misserfolg feierte Croze ihre erste Hauptrolle in Denis Villeneuves Film Maelström. In dem surrealen Drama porträtierte sie die 25-jährige Bibiane, die in einem wohlhabenden Elternhaus aufwächst und mehrere Boutiquen leitet. Während sie ihre Nächte in exklusiven Klubs verbringt, ist ihr Leben von einer tiefen emotionalen Leere geprägt. Nach einer Abtreibung lässt sich Bibiane ziellos durch das Montréaler Nachtleben treiben, bis ein alkoholreicher Abend in einer Tragödie endet. Bibiane verschuldet einen Verkehrsunfall, der einen Mann das Leben kostet, und begeht Fahrerflucht. Kurze Zeit später lernt sie, von Schuldgefühlen geplagt, den Sohn des Toten kennen, in den sie sich verliebt und den sie vor einer Katastrophe bewahrt. Für diese Rolle wurde Marie-Josée Croze vom Vancouver Film Critics Circle 2001 als beste kanadische Schauspielerin ausgezeichnet und im gleichen Jahr mit den kanadischen Filmpreisen Jutra und Genie Award als beste Hauptdarstellerin des Jahres.
Nach dem großen Erfolg mit Maelström festigte sie 2002 ihren Status als eine der vielversprechendsten Schauspielhoffnungen Kanadas mit der Hauptrolle in Michael Welterlins Des chiens dans la neige. In diesem Drama spielte Croze die junge Lucie, die Einblicke in das geheime Leben ihres verstorbenen Freundes Antoine gewinnt, der sich mit Geldwäsche und Gewalt seinen Lebensunterhalt verdient hat. Als die Protagonistin in einen Betrugsfall der ehemaligen Gangster-Kollegen von Antoine verstrickt wird, findet sie an dem aufregenden Lebensstil Gefallen und lernt zu lügen.
Im gleichen Jahr arbeitet Croze mit ihrem bekannten Landsmann Atom Egoyan zusammen. In Ararat, der sich mit den Schwierigkeiten des persönlichen und gemeinschaftlichen Erinnerns an den Völkermord an den Armeniern (1915–1918) beschäftigt, spielte sie an der Seite von Arsinée Khanjian, Charles Aznavour und Christopher Plummer. Ebenfalls 2002 folgte die Hauptrolle in Karim Hussains Drama Ascension, in dem sie die Hauptfigur, eine schwangere junge Frau, verkörperte.

### Triumph in Cannes

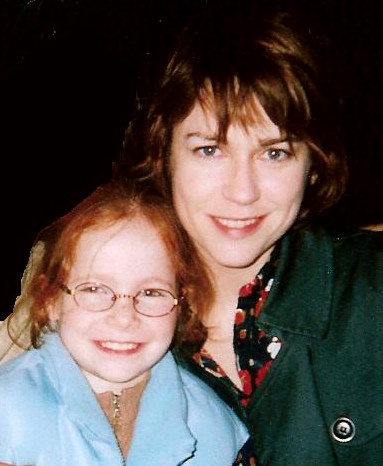
Marie-Josée Croze (rechts) mit Bertille Noël-Bruneau während der Dreharbeiten zu La Petite Chartreuse (2004)

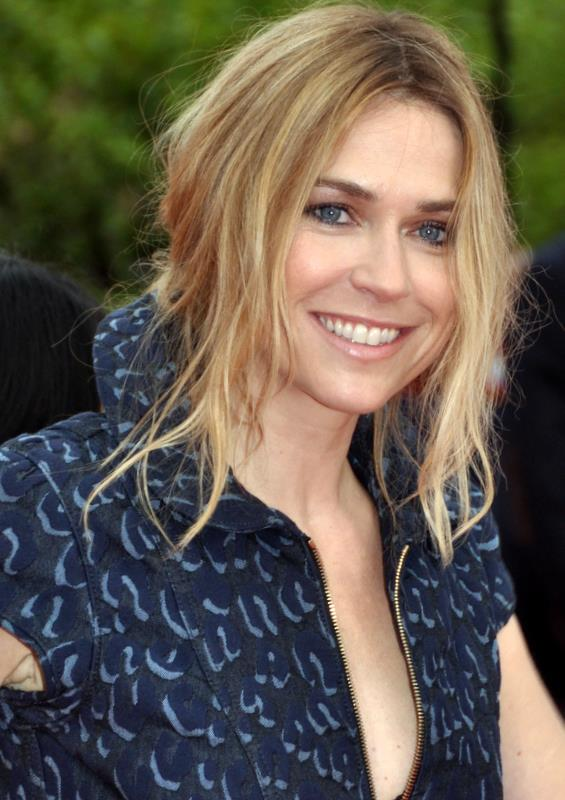
Croze im Jahr 2012

Im Jahr 2003 folgte schließlich die Zusammenarbeit mit dem frankokanadischen Autorenfilmer Denys Arcand. Der renommierte Regisseur verpflichtete sie für eine Nebenrolle in seiner Tragikomödie Die Invasion der Barbaren, der Fortsetzung seines 1986 entstandenen Werkes Der Untergang des amerikanischen Imperiums. In dem Film, der vom im Sterben liegenden exzentrischen Geschichtsprofessor Rémy (gespielt von Rémy Girard) handelt, verkörpert sie den Junkie Nathalie. Die junge Verlagslektorin schließt eine Vereinbarung mit dem geschäftstüchtigen Sébastien (gespielt von Stéphane Rousseau), dem Sohn des schwerkranken Rémy. Nathalie erhält kostenlos Heroin, dafür muss sie dem schwerkranken Rémy regelmäßig eine Dosis der Droge verabreichen, um seine Schmerzen zu lindern. Nathalie willigt ein und philosophiert im Rauschzustand bald mit dem exzentrischen Professor über den Sinn des Lebens. Die Invasion der Barbaren markierte den bisher größten Erfolg in Crozes Karriere. Der Film feierte am 21. Mai 2003 bei den Filmfestspielen von Cannes Premiere, und Croze wurde als beste Darstellerin ausgezeichnet. „Ich weiß nicht, warum ich gewonnen habe. Ich habe mir das nie vorgestellt. Ich dachte, es würde wahrscheinlicher sein, dass Rémy Girard oder Stéphane Rousseau gewinnen würde. Ich habe nicht so viel Bildschirmpräsenz im Film. Es ist wirklich nur eine Nebenrolle“, kommentierte Croze ihren Part, der ihr jedoch noch einen zweiten Genie- und Jutra-Award sowie eine Nominierung für den französischen Filmpreis César als beste Nachwuchsschauspielerin einbrachte.
Nach Vincenzo Natalis Komödie Nothing (2003) und einer Nebenrolle in der Hollywood-Produktion Taking Lives – Für Dein Leben würde er töten, an der Seite von Angelina Jolie, Ethan Hawke und Kiefer Sutherland, spielte Croze 2004 die Hauptrolle in Laurence Ferreira Barbosas Drama Ordo, in dem sie als berühmte Filmschauspielerin Louise Sandoli zur Obsession der Titelfigur, ihres früheren Ehemannes, wird. Croze sagt, sie verfolge bei ihrer Rollenauswahl kein bestimmtes Ziel: „Ich habe keinen Karriereplan. Das gibt mir mehr Sichtweise in anderen Ländern und das macht Spaß, denn dann habe ich mehr Möglichkeiten, unterschiedliche Arten von Filmen zu machen. Aber ich möchte Rollen meines Talents wegen erhalten und nicht aufgrund eines prestigeträchtigen Preis, den ich gewonnen habe“.
Nach Laurent Tirards romantischer Komödie Lügen & lügen lassen und dem Beziehungsdrama La Petite Chartreuse zählt Marie-Josée Croze mittlerweile zu den wenigen nordamerikanischen Schauspielerinnen, die sowohl in englischen als auch in französischen Produktionen erfolgreich sind. Sie arbeitete 2005 an vier Filmprojekten, darunter die Rolle einer Auftragsmörderin in Steven Spielbergs München an der Seite von Eric Bana. 2006 folgte u. a. Guillaume Canets preisgekrönter Thriller Kein Sterbenswort, in dem sie neben François Cluzet und André Dussollier zu sehen ist.
Bis 2010 trat Croze pro Jahr in mindestens zwei Filmproduktionen in Erscheinung. 2007 war sie als ambitionierte Sprachtherapeutin in Julian Schnabels Oscar-nominiertem Drama Schmetterling und Taucherglocke zu sehen. Für Zabou Breitmans Literaturverfilmung Ich habe sie geliebt und Tony Gatlifs Historienfilm Korkoro (beide 2009) gewann sie 2010 den Romy-Schneider-Preis. Ebenfalls 2010 wirkte sie in der Folge Murder on the Orient Express der englischen Fernsehserie Agatha Christie’s Poirot als Greta Ohlsson mit.
Es schlossen sich diverse Film- und Fernsehrollen an, ihr Schaffen umfasst mehr als 60 Produktionen.

## Filmografie
- 1989: Chambres en ville (Fernsehserie, 53 Episoden)
- 1991: Le choix (TV)
- 1992: Montréal P.Q. (Fernsehserie)
- 1992: La postière
- 1993: La Florida
- 1993: Zelda (TV)
- 1997: Le masque (Fernsehserie, 2 Episoden)
- 1998: HLA identique
- 1998: Entführt – Tage der Angst (Captive) (TV)
- 1999: Murder Most Likely (TV)
- 2000: Battlefield Earth – Kampf um die Erde (Battlefield Earth: A Saga of the Year 3000)
- 2000: Maelström
- 2002: Des chiens dans la neige
- 2002: Ararat
- 2002: Ascension
- 2003: Die Invasion der Barbaren (Les Invasions barbares)
- 2003: Nothing
- 2004: Taking Lives – Für Dein Leben würde er töten (Taking Lives)
- 2004: Ordo
- 2004: Lügen & lügen lassen (Mensonges et trahisons et plus si affinités …)
- 2005: La Petite Chartreuse
- 2005: München (Munich)
- 2005: Les Oiseaux du Ciel
- 2006: La mémoire des autres
- 2006: Kein Sterbenswort (Ne le dis à personne)
- 2007: Jacquou le croquant
- 2007: Schmetterling und Taucherglocke (Le Scaphandre et le Papillon)
- 2008: The Protocol – Jeder Tod hat seinen Preis (Le Nouveau Protocole)
- 2008: Tage oder Stunden (2 jours à tuer)
- 2009: Ich habe sie geliebt (Je l’aimais)
- 2009: Mères et filles
- 2009: Korkoro
- 2010: Agatha Christie’s Poirot – Murder on the Orient Express (TV)
- 2010: Das Mädchen von gegenüber (Un balcon sur la mer)
- 2010: Hinterhalt in Afghanistan (Le Piège afghan)
- 2011: Auge um Auge (Violences)
- 2012: Birdsong – Gesang vom großen Feuer (Birdsong, Fernsehzweiteiler)
- 2013: Intersections
- 2014: Am Sonntag bist du tot (Calvary)
- 2014: Le règne de la beauté
- 2014: Un illustre inconnu
- 2015: Every Thing Will Be Fine
- 2015: Arletty, une passion coupable (TV)
- 2015: 2 yötä aamuun
- 2016: Im Namen meiner Tochter – Der Fall Kalinka (Au nom de ma fille)
- 2016: The Confessions (Le confessioni)
- 2016: Iqaluit
- 2017: L’épreuve d’amour (TV)
- 2018: MILF – Ferien mit Happy End (MILF)
- 2018: Tom Clancy’s Jack Ryan (Fernsehserie, 3 Episoden)
- 2019: Clifton Hill
- 2019: À cause des filles..?
- 2020: Mirage – Gefährliche Lügen (Mirage, Fernsehserie, 6 Episoden)
- 2021: Denen man vergibt (The Forgiven)
- 2021: Into the Night (Fernsehserie, 3 Episoden)
- 2022: Prométhée (Fernsehserie, 6 Episoden)
- 2023: Ma langue au chat
- 2023: Un coup de dés n’abolira jamais le hasard

## Auszeichnungen
- 2000: nominiert für den Gemini Award für Murder Most Likely (Kategorie: Beste Nebendarstellerin in einem dramatischen Film oder Mehrteiler)
- 2001: Genie Award für Maelström (Beste Hauptdarstellerin)
- 2001: Prix Jutra für Maelström (Beste Hauptdarstellerin)
- 2001: Vancouver Film Critics Circle Award für Maelström (Beste kanadische Darstellerin)
- 2003: Darstellerpreis der Internationalen Filmfestspiele von Cannes für Die Invasion der Barbaren
- 2004: César-Nominierung für Die Invasion der Barbaren (Beste Nachwuchsdarstellerin)
- 2004: Prix Jutra für Die Invasion der Barbaren (Beste Hauptdarstellerin)
- 2004: Genie Award für Die Invasion der Barbaren (Beste Nebendarstellerin)
- 2010: Romy-Schneider-Preis